# رابرت میلز (فیزیکدان)
رابرت میلز (انگلیسی: Robert Mills؛ زاده ۱۵ آوریل ۱۹۲۷ درگذشته ۲۷ اکتبر ۱۹۹۹) یک فیزیک‌دان در زمینه نظریه میدان‌های کوانتومی اهل ایالات متحده آمریکا بود.